# Bestetti Edizioni d'arte
Pour les articles homonymes, voir Bestetti.
Bestetti Edizioni d'Arte est une maison d'édition fondée à Milan en 1906 par Emilio Bestetti (1870-1954),. Elle est spécialisée dans la publication de livres d'art. Son siège est rapidement transféré à Rome, où il reste pendant près de soixante ans. 

## Histoire
Alors qu'il était encore étudiant, Emilio Bestetti a fondé la maison d'édition Bestetti e T., spécialisée dans les publications d'art ; il a imprimé les magazines Dedalo, dirigés par Ugo Ojetti, et Architettura e arti decoration, dirigés par M. Piacentini et G. Giovannoni ; Avec Giovanni Treccani, il a  mis en œuvre le plan éditorial de l'Encyclopédie italienne. 

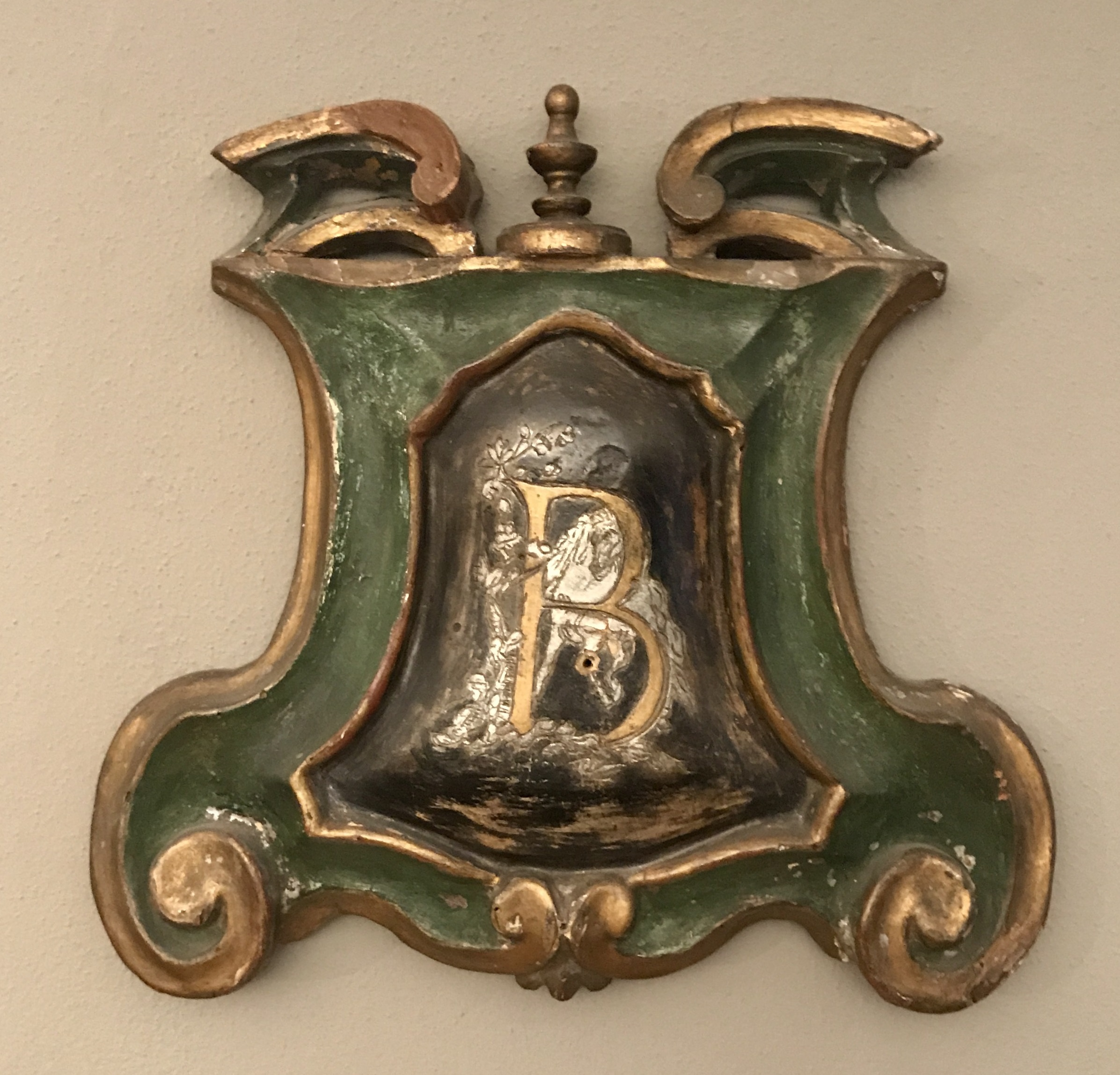
Logo Bestetti Edizioni d'art, conçu par Giorgio De Chirico, Milan, 1914
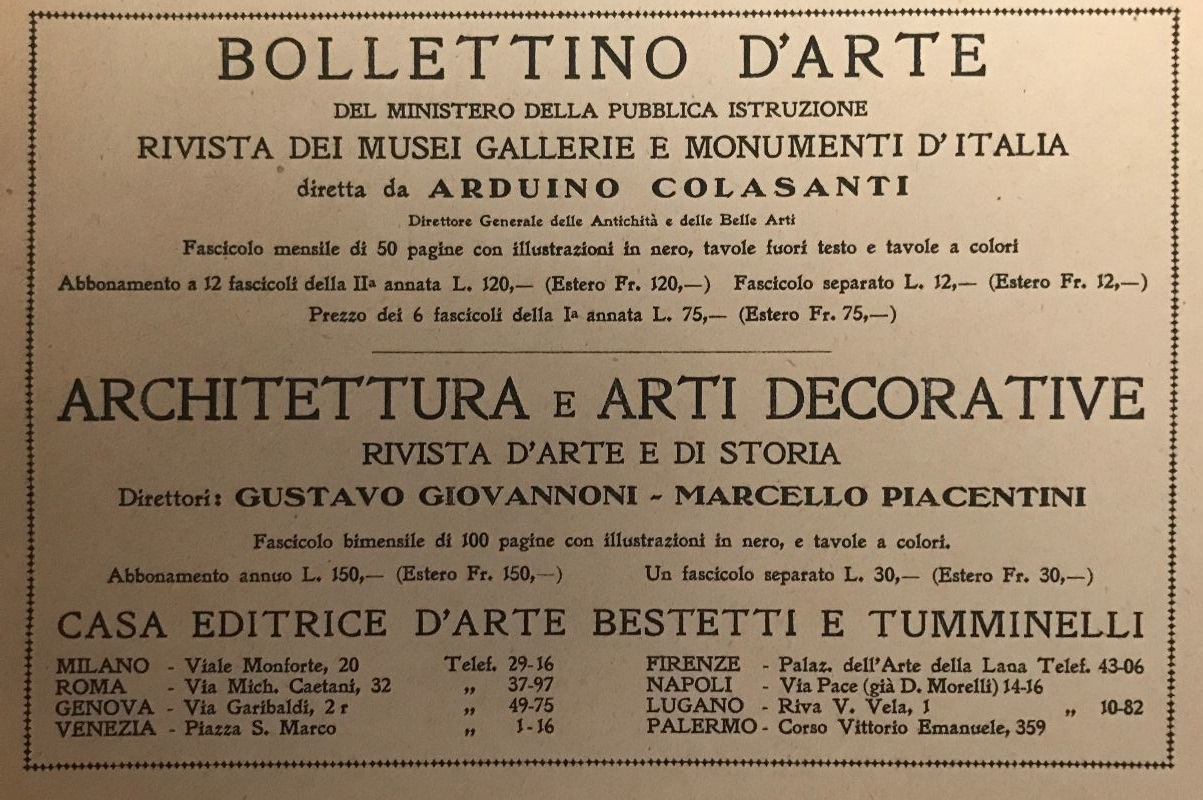
La publicité des publications des magazines d'art Bestetti Editions, 1921

Quelques-uns de ses grands succès historiques sont Les Chevaux illustrées avec des dessins originaux par Giorgio De Chirico, ou les premiers travaux littéraires de Gabriele D'Annunzio et encore œuvres illustrées par Carlo Carrà, Gregorio Sciltian, Mario Sironi, Renato Guttuso, Massimo Campigli.
La maison s'est aussi lancée dans le domaine des expositions d'art en Italie et à l'international. Elle s'occupe de leur organisation, de leur promotion, et de l'édition des catalogues d'exposition.

## Catalogue
Le catalogue comprend :
- Bible de Borso d'Este, Adolfo Venturi, publié avec Giovanni Treccani; avec des documents historiques et artistiques et d'études, 2 volumes, Milan, 1937.
- I Cavalli, Carlo Bestetti edizioni d'arte, 1948, illustrées par Giorgio De Chirico
- L'Apocalisse Evangelista, Carlo Bestetti edizioni d'arte, 1977, illustrées par Giorgio De Chirico
- Hebdomeros, Carlo Bestetti edizioni d'arte, 1972, Rome, 24 dessins, illustrées par Giorgio De Chirico
- Giorgio de Chirico, Litografie, uniche a tiratura limitata: Cavalieri Antichi, Antichi Cavalli, Cavalli sulla sponda dell'egeo, Solitudine dell'uomo politico, Sei litografie, L'enigma del ritorno, La Partenza di Giasone,I guerrieri di ritorno da troia, Cavallo fuggente, Cavalli e rovine, Cavalieri antichi, Cavallo e castello, Cavallo a Villa Falconieri, Antichi cavalieri e Villa.

## Magazines
- L'Illustrazione Italiana dirigé par Emilio Treves
- Dedalo, dirigé par Ugo Ojetti
- Architecture et des Arts décoratifs, dirigé par Marcello Piacentini et Gustavo Giovannoni
- Capitolium dirigé par Filippo Cremonesi